# Западный скоростной диаметр
За́падный скоростно́й диа́метр (ЗСД) — внутригородская платная автомагистраль в Санкт-Петербурге.
Строительство официально началось в декабре 2005 года. Первый участок, обеспечивающий подключение 3-го и 4-го районов морского порта и проспекта Стачек, был открыт 30 октября 2008 года. 14 октября 2010 года состоялось открытие движения до транспортной развязки с Благодатной улицей. 10 октября 2012 года было открыто движение по всему южному участку ЗСД до набережной реки Екатерингофки. 2 августа 2013 года открыто движение по северному участку от Приморского проспекта до трассы Скандинавия. 4 декабря 2016 года открыли движение на последнем (центральном) участке и на всём ЗСД.

## Траектория прохождения трассы

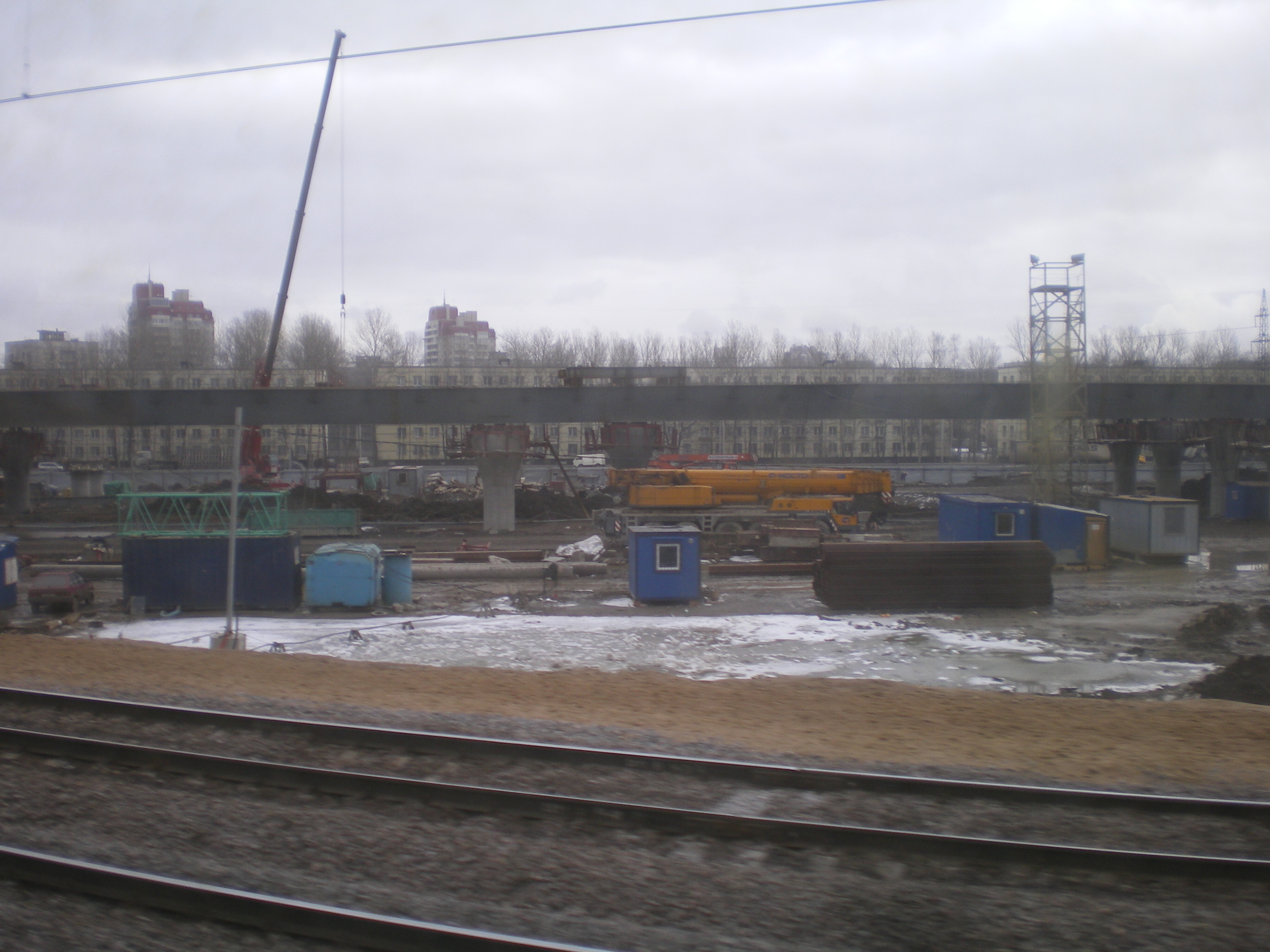
Строительство ЗСД у платформы Ленинский проспект (2008 год)

Протяжённость автодороги — 46,6 км, из которых 26,7 км построено на искусственных сооружениях: эстакадах, мостах, путепроводах и тоннелях. Ширина дороги — 4-8 полос (6 км — четырёхполосная, 18 км — шестиполосная, 22 км — восьмиполосная дорога).
Условно ЗСД делится на три участка — Южный, Центральный и Северный. Трасса проходит вдоль западной части Санкт-Петербурга, выходящей на Финский залив, и связывает Большой морской порт Санкт-Петербурга и основные транспортные комплексы города с Кольцевой автомобильной дорогой (КАД) и выходами в страны Балтии, Скандинавии и регионы России. Маршрут магистрали проходит от Белоострова на севере города до ж/д станции Предпортовая на юге, где соединяется с КАД. К ЗСД подключена частично построенная магистраль непрерывного движения «Транспортный обход центра» — на Гутуевском острове и на Приморском проспекте.
Расчётная интенсивность движения по автомагистрали на 2025 год: 129—144 тысячи автомобилей в сутки на Южном участке, 109—131 тысяча — на Центральном участке и 60-80 тысяч до КАД и 30-40 тысяч до Скандинавского шоссе — на Северном участке.

### Южный участок
Длина 8,7 км + 2,5 км — подключение 3—4-го районов Морского порта (Автомобильная ул.) и 1,3 км — подключение 1—2-го районов Морского порта, Петролеспорта (наб. р. Екатерингофки). Основная часть южного участка проходит параллельно с железнодорожными путями. Приблизительно 90 % южного отрезка автомагистрали идёт по искусственным надземным сооружениям — эстакадам и мостам. Генеральными подрядчиками строительства 1—2-й очередей строительства были Мостостроительный отряд № 19, Пилон и Генеральная строительная корпорация. Данный участок построен и эксплуатируется в полном режиме с октября 2012 года.

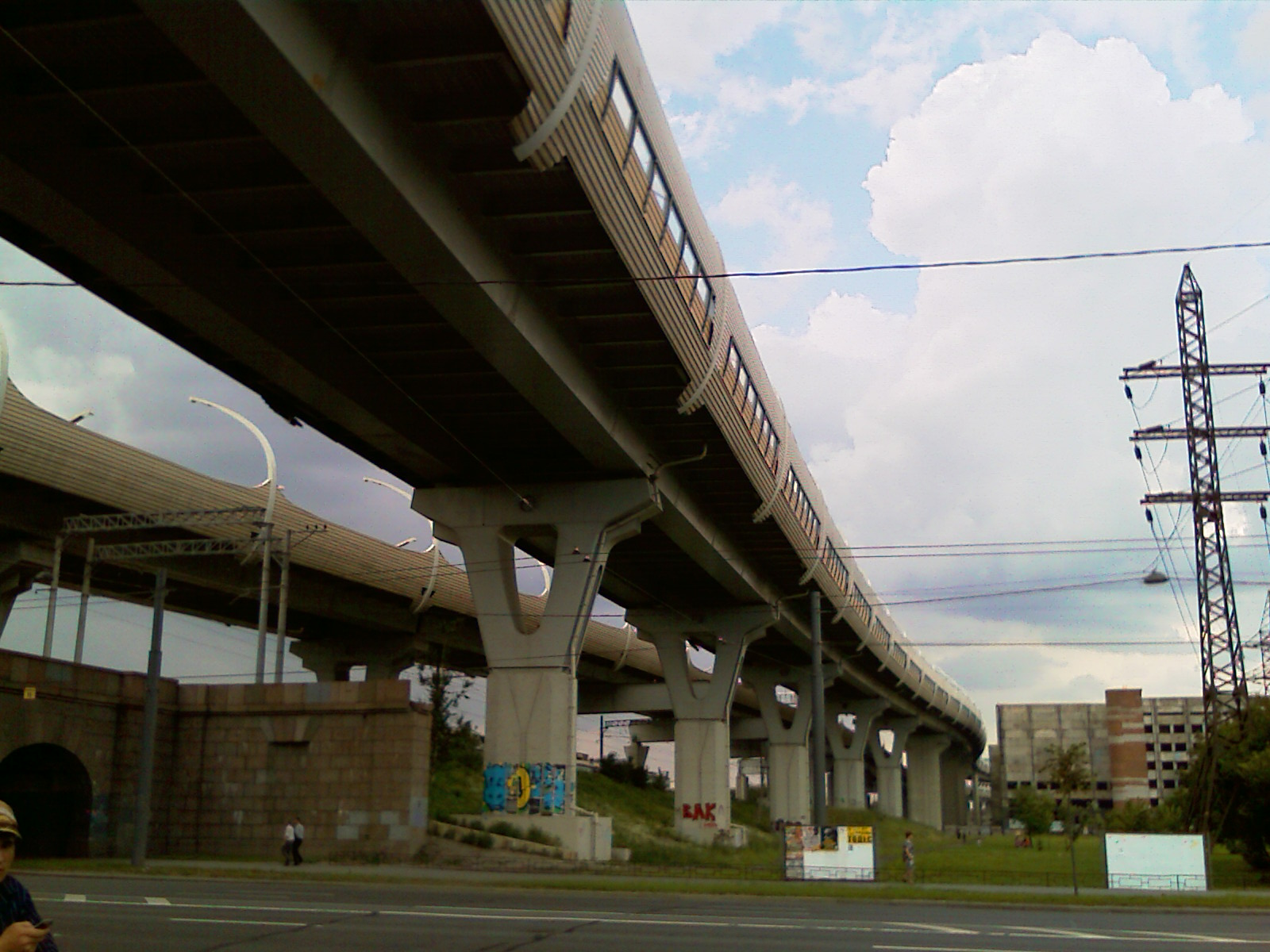
Пересечение ЗСД с проспектом Стачек, июль 2014

| Километр          | Название                                                       | Тип | Пересечение дорог                        | Открыта | Примечания                        |
| ----------------- | -------------------------------------------------------------- | --- | ---------------------------------------- | ------- | --------------------------------- |
| Южный участок ЗСД |                                                                |     |                                          |         |                                   |
| 0 км              | Развязка трех магистралей                                      |     | КАД, Предпортовая улица, Дачный проспект | 2008    | Платный проезд введен в 2011 году |
| 2,3 км            | Заезд с Ленинского проспекта в сторону Благодатной улицы       |     | Ленинский проспект                       | 2010    | Платный проезд введен в 2011 году |
| 2,6 км            | Транспортная развязка ЗСД в районе Автомобильной улицы         |     | Автомобильная улица                      | 2008    | Платный проезд введен в 2011 году |
| 3,1 км            | Выезд на Краснопутиловскую улицу со стороны Благодатной улицы  |     | Краснопутиловская улица                  | 2010    | Платный проезд введен в 2011 году |
| 5,0 км            | Транспортная развязка ЗСД в районе улицы Благодатной           |     | Благодатная улица, ШМСД                  | 2010    | Платный проезд введен в 2011 году |
| 8,7 км            | Транспортная развязка на пересечении с наб. Реки Екатерингофки |     | Набережная реки Екатерингофки            | 2012    | Платный проезд введен в 2014 году |

### Центральный участок

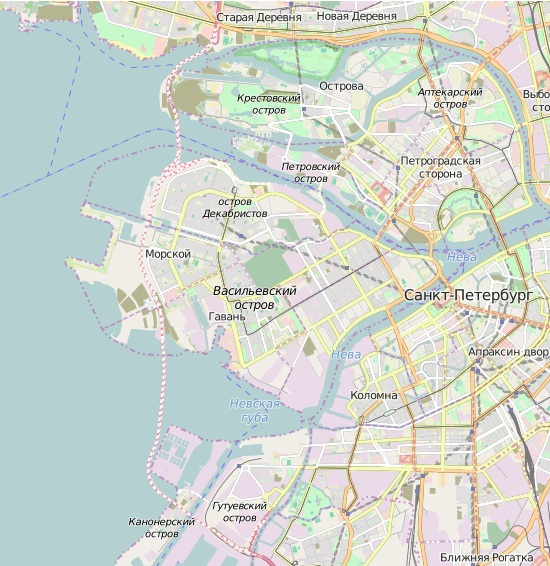
Схема центрального участка западного скоростного диаметра (показан пунктиром).

Протяжённость 11,7 км, количество полос — 8. Участок соединяет Васильевский остров с Адмиралтейским и Приморским районами и проходит от границ Морского порта до Приморского проспекта. В составе ЗСД на Центральном участке сооружены три моста, одна транспортная развязка и один транспортный туннель. Восьмиполосная дорога имеет по четыре полосы в каждом направлении движения.
Основные сооружения Центрального участка ЗСД:
- Двухъярусный мост через Морской канал (длина 759 м, центральный пролёт 168 м, подмостовой габарит 52 м). Мост представляет собой семипролётную ферму с двухуровневым расположением проезда, общей длиной более километра. Уникальность технологии монтажа состояла в осуществлении надвижки двухъярусной неразрезной фермы на кривой в плане и в профиле, и на большом уклоне с конвейерно-тыловой сборкой на стапеле из отдельных пространственных блоков. Общая масса надвигаемых конструкций достигала 20000 тонн.
  - Мост вокруг острова Белый (~2 км)
  - Мост подхода (~800 м)

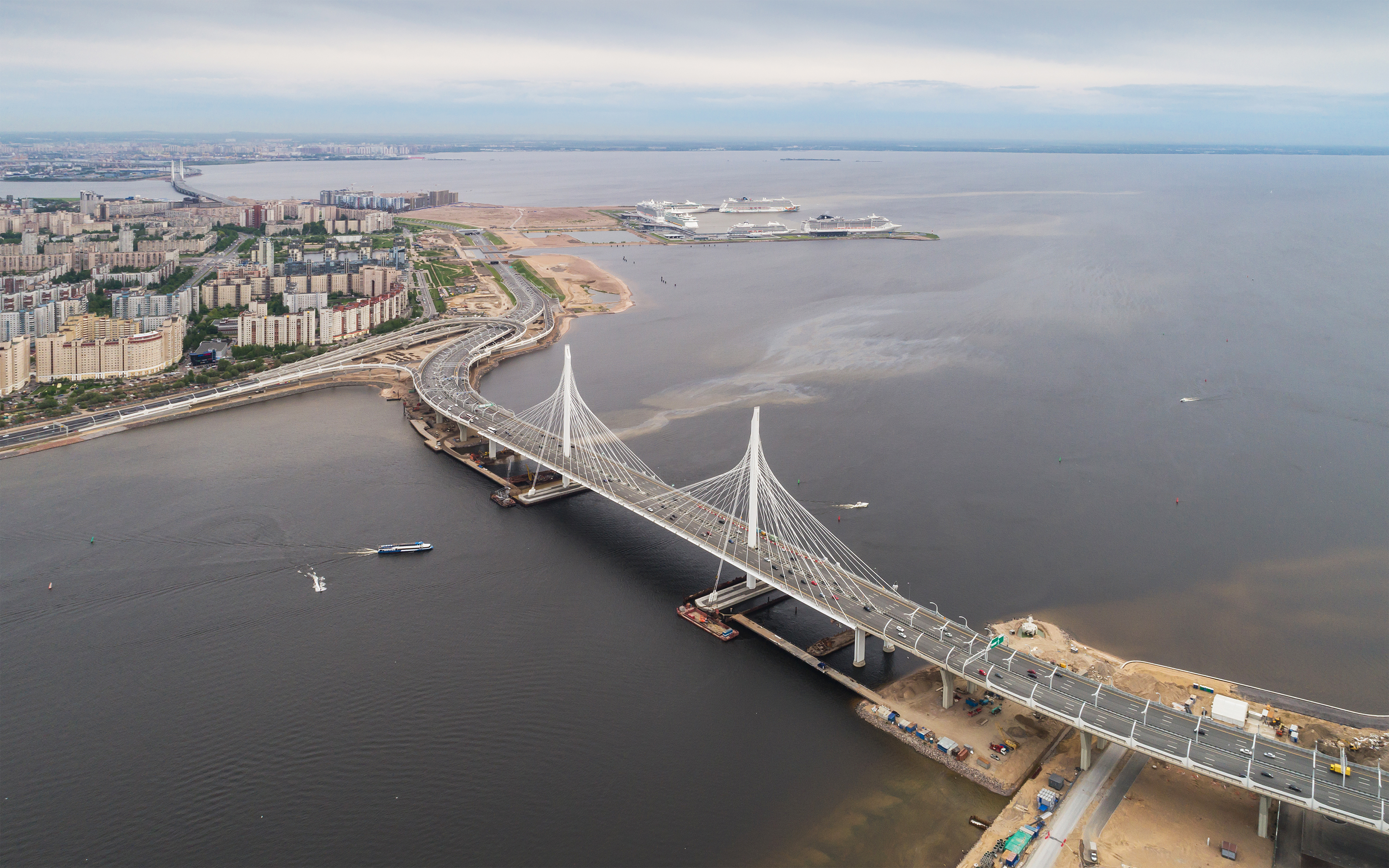
Центральный участок ЗСД, мост над устьем Малой Невы (Петровским фарватером)

- Вантовый мост через Корабельный фарватер в Невской губе (длина 620 м, центральный пролёт 320 м, подмостовой габарит 35 м, высота пилонов 124 м), протяжённость 620 м. Схема: 150+320+150.
  - Мост подхода (~300 м)
  - Путепроводы (~1,5 км)
- Туннель длиной 400 м, проложенный открытым способом под рекой Смоленкой (нижняя часть находится на глубине 13 м)
  - Развязка на пересечении с набережной Макарова
  - Эстакада (~200 м)
  - Мостовой переход (~2 км)
- Вантовый мост через Петровский фарватер (устье Малой Невы и Малой Невки) (длина 580 м, центральный пролёт 240 м, подмостовой габарит 25 м, высота пилонов 125 м)[7]. Пилоны моста через Петровский фарватер размещены в центре разделительной полосы проезжей части, а ванты расходятся в разных плоскостях — такое переплетение вантов придаёт мосту оригинальный воздушный облик.
  - Эстакада (~200 м)

Несмотря на близость мостов к Крестовскому острову, строительство съезда с ЗСД к Приморскому парку Победы не планировалось, однако, возможно будет сделан съезд на многоярусную парковку, с которой будет пешеходный доступ в парк.
При строительстве данного участка использовался механизм государственно-частного партнерства (ГЧП) в соответствии с Законом Санкт-Петербурга № 627—100 от 25.12.2006 «Об участии Санкт-Петербурга в государственно-частных партнерствах». Проект осуществлял консорциум «Магистраль Северной Столицы», основными акционерами которого являются Группа ВТБ и Газпромбанк.
Активная фаза строительства участка началась в марте 2013 года, открытие движения состоялось 4 декабря 2016 года, через два дня после торжественного открытия с участием Президента РФ В. В. Путина.
Двухъярусный мост через Морской канал имеет максимальную высоту подмостового габарита 52 метра, что сделало невозможным проход под мостом крупнейших военных и гражданских судов, например таких как «Седов», «Крузенштерн», «Oasis of the Seas», «Allure of the Seas», «Америго Веспуччи», «Royal Clipper».
| Километр                | Название                                                                    | Тип | Пересечение дорог                                  | Открыта | Примечания                    |
| ----------------------- | --------------------------------------------------------------------------- | --- | -------------------------------------------------- | ------- | ----------------------------- |
| Центральный участок ЗСД |                                                                             |     |                                                    |         |                               |
| 8,7 км                  | Транспортная развязка на пересечении с наб. Реки Екатерингофки              |     | Набережная реки Екатерингофки                      | 2012    | Платный проезд с февраля 2017 |
| 13 км                   | Транспортная развязка на пересечении со Шкиперским протоком (достраивается) |     | Шкиперский проток, проспект Крузенштерна           | 2023    | Проезд бесплатный             |
| 17 км                   | Транспортная развязка на пересечении с наб. Макарова (достраивается)        |     | Набережная Макарова, будущий проспект Крузенштерна | 2016    | Платный проезд с февраля 2017 |
| 21 км                   | Съезд на Приморский проспект                                                |     | Приморский проспект, ул. Савушкина, ул. Планерная  | 2014    | Платный проезд с февраля 2017 |

### Северный участок
Автомагистраль I-й категории протяжённостью 26,4 км от Приморского проспекта до Скандинавского шоссе в районе Белоострова, имеющая три полосы для движения транспорта в каждом направлении (самый удалённый от города последний участок имеет две полосы в каждую сторону). 80 % северного участка наземные, а остальные на мостах и путепроводах. В составе магистрали предполагалось сооружение одного тоннеля и постройка 72 инженерных сооружений, среди которых — мосты, путепроводы и транспортные развязки.

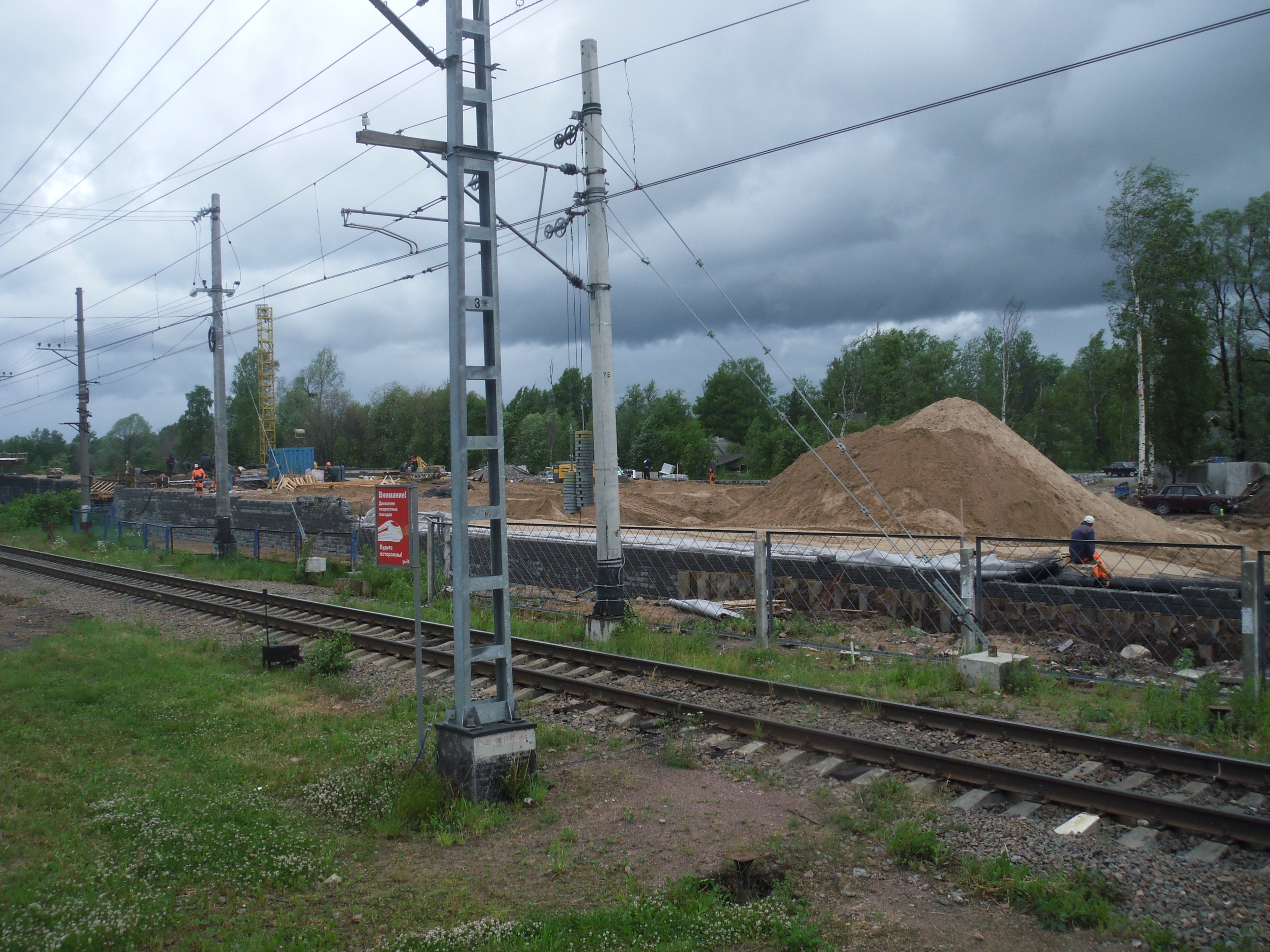
июнь 2013 год Белоостров
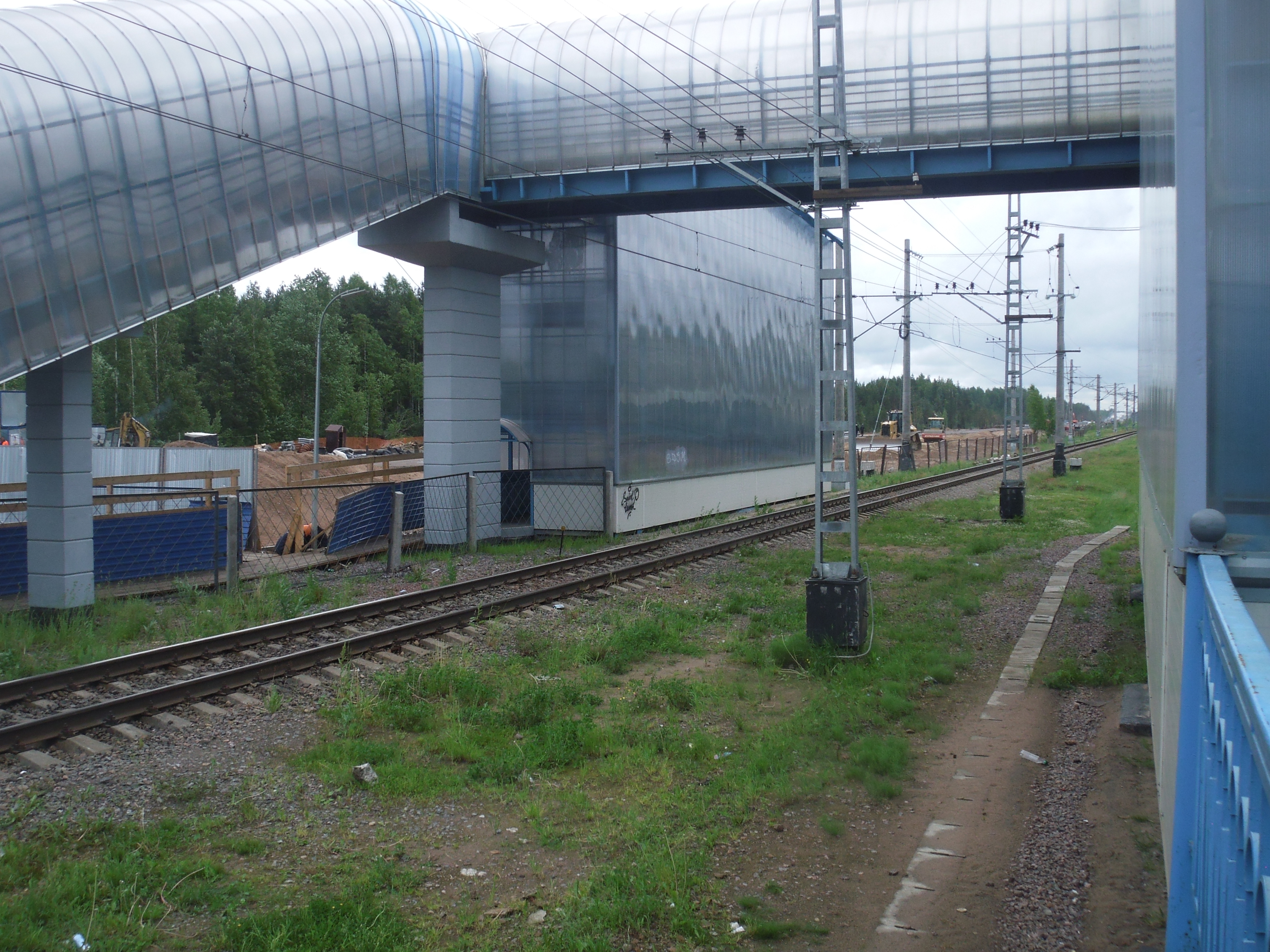
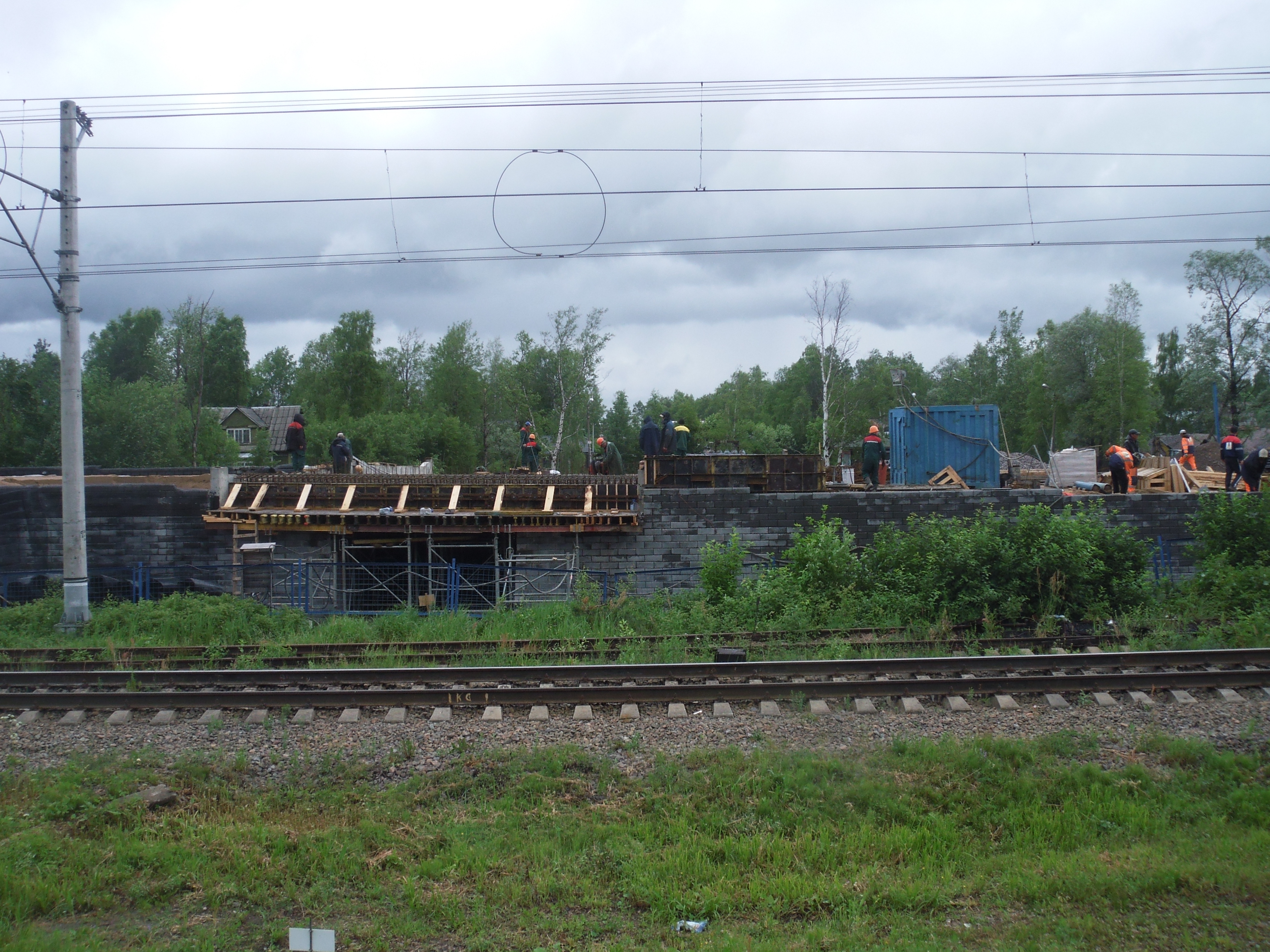
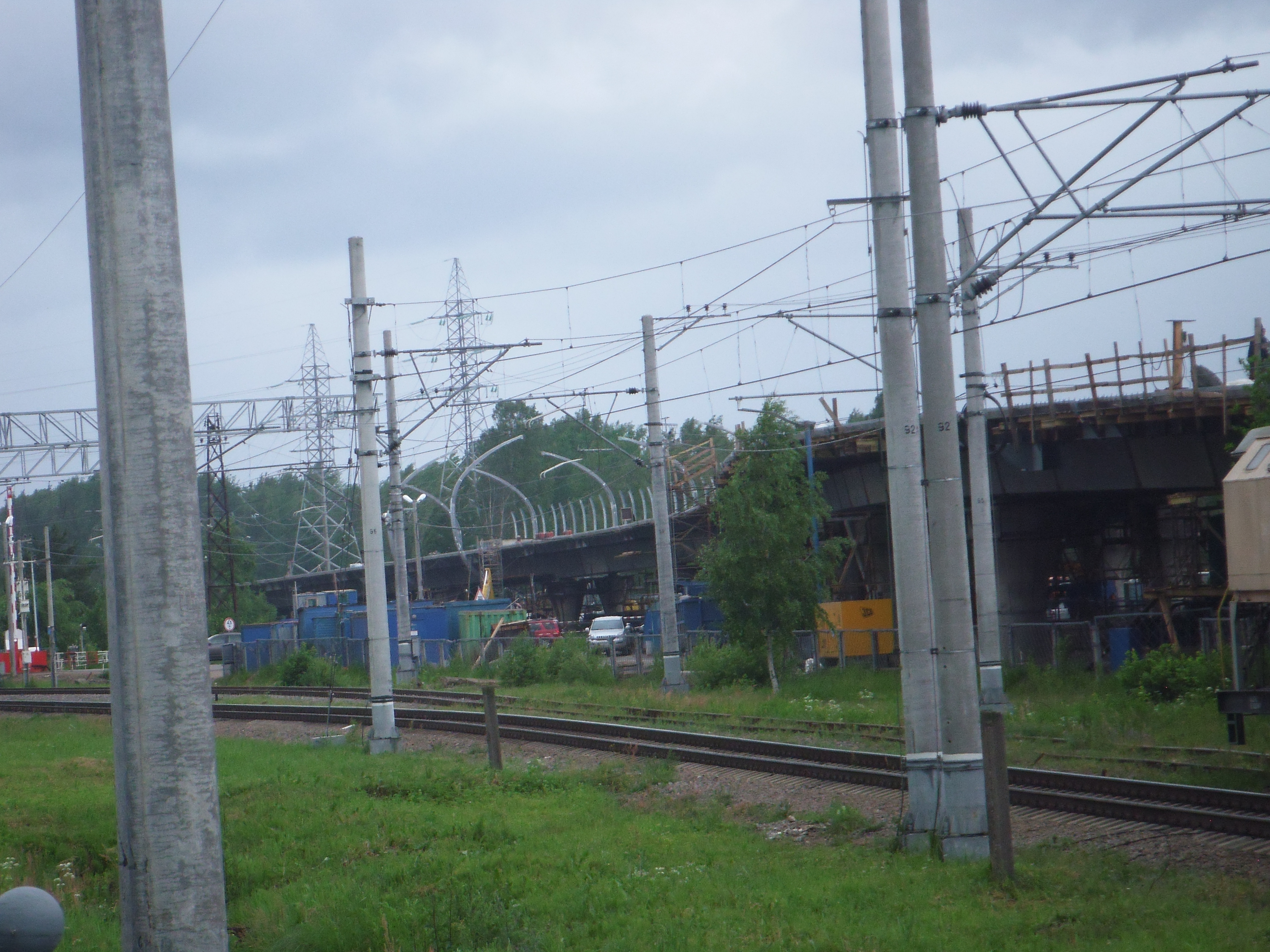
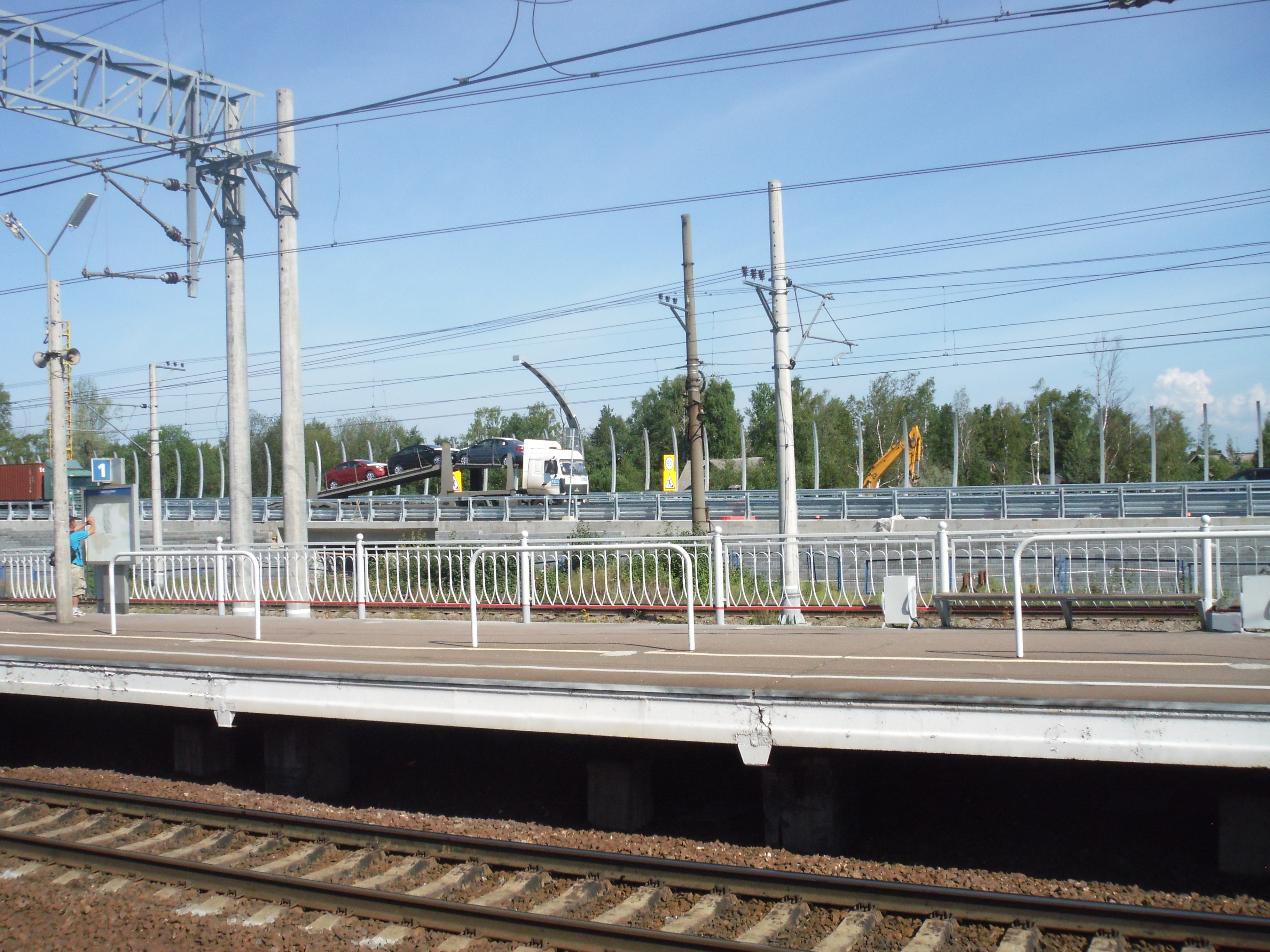
Движение по ЗСД открыто 2 августа 2013 года[18].

| Километр             | Название                                                              | Тип | Пересечение дорог                                 | Открыта | Примечания                     |
| -------------------- | --------------------------------------------------------------------- | --- | ------------------------------------------------- | ------- | ------------------------------ |
| Северный участок ЗСД |                                                                       |     |                                                   |         |                                |
| 21 км                | Съезд на Приморский проспект                                          |     | Приморский проспект, ул. Савушкина, ул. Планерная | 2013    | Платный проезд с мая 2014 года |
| 22 км                | Съезд на Богатырский проспект                                         |     | Богатырский проспект                              | 2013    | Платный проезд с мая 2014 года |
| 24 км                | Съезд на Шуваловский проспект                                         |     | Шуваловский проспект                              | 2021    | —                              |
| ≈30-31 км            | Транспортная развязка на пересечении с КАД, Горским/Левашовским шоссе |     | КАД, Левашовское шоссе, Горское шоссе             | 2013    | Платный проезд с мая 2014 года |
| 40 км                | Съезд на Новое шоссе                                                  |     | Новое шоссе                                       | 2019    | —                              |
| 45 км                | Съезд на «Скандинавию» и Зеленогорское шоссе                          |     | Зеленогорское шоссе,                              | 2013    | Платный проезд с мая 2014 года |

Контракты на строительство северного участка ЗСД были заключены в 2010 году. Отрезки от Приморского до Богатырского, стоимостью 8,9 млрд, и от КАД до Скандинавии, стоимостью 19 млрд, возводил «Мостоотряд-19», отрезок от Богатырского до КАД, стоимостью 8 млрд, возводил «Пилон». Согласно заключённым договорам, движение по всем трём отрезкам должны были открыть в конце 2012 года, но открытие перенесли сначала на июнь 2013 года, а потом — на конец июля.
Торжественное открытие проезда по северному участку ЗСД от Приморского проспекта до Скандинавии состоялось 2 августа 2013 года, с участием Президента РФ В. В. Путина.
Однако, после официального открытия, подрядчиками был выполнен не весь объём работы, в частности не было закончено благоустройство территории, монтаж антишумовых экранов, опор освещения и системы автоматического управления дорожным движением. Из-за продолжающихся работ за неполные первые две недели на участке произошло несколько ДТП.
После введения платного проезда в мае 2014 года на северном участке скоростной дороги стали образовываться регулярные пробки в районе пунктов оплаты. Часть специалистов[кто?] объясняет это тем, что водители ещё не привыкли правильно пользоваться пунктами оплаты, но есть и другая точка зрения, согласно которой причиной пробок являются ошибки проектирования магистрали.

## Финансовая сторона проекта
Стоимость проекта составляет 212,7 млрд р., из которых 108 млрд — средства инвесторов, 71,2 млрд — инвестиционного фонда, 33,5 млрд р. — средства бюджета города. 24 июля 2009 года Правительство России приняло решение о сокращении объёма средств, выделяемых из Инвестиционного фонда РФ на строительство Западного скоростного диаметра в Санкт-Петербурге, на 20,5 млрд р. Общий объём средств для реализации проекта остался неизменным — 212,7 млрд р. При этом объём средств Инвестфонда сокращён с 71,2 до 50,7 млрд р., а средства, выделяемые бюджетом региона, увеличены с 33,6 до 54,1 млрд р. Финансирование со стороны инвестора увеличено незначительно — на 1 млрд р. и составит 107,863 млрд р. Срок окончания строительства перенесен с 2013 на 2016 год.
Согласно опубликованным в конце 2016 года данным, на строительство северного участка были потрачены 36 млрд рублей из бюджета, на строительство южного участка — 47 млрд рублей из бюджета, строительство центрального участка оценивается в 128 млрд рублей: из них 51 млрд рублей было выделено из бюджета в качестве капитального гранта, не предполагающего возврат средств, ООО «Магистраль северной столицы» (МСС) привлекло более 72 млрд рублей собственных и кредитных средств.
Структура привлеченного МСС финансирования:
- Внешэкономбанк — 25 млрд руб.;
- Евразийский банк развития — 10 млрд руб.[29];
- ВТБ и Газпромбанк — 17 млрд руб.;
- Европейский Банк Реконструкции и Развития — 200 млн евро;
- Акционерный капитал МСС — 9 млрд руб.[30]

До 2042 года эксплуатацию трассы и сбор оплаты будет осуществлять компания «Магистраль северной столицы». Если годовая выручка от эксплуатации будет меньше 9,6 млрд рублей, из бюджета Санкт-Петербурга инвестору будет выделяться субсидия на недостающую сумму в рамках механизма «максимально компенсируемых затрат» (затраты на обслуживание и возврат привлеченного в проект кредитного финансирования и эксплуатацию дороги). Если годовой доход будет больше 9,6 млрд рублей, 90 % суммы превышения будет направляться в бюджет, а 10 % оставаться в качестве дохода инвестора. Ожидалось, что в 2016 году «Магистраль северной столицы» может получить из бюджета 4,1 млрд рублей, в 2017 — 4,6 млрд рублей. По факту за 2016 год была выплачена субсидия 4,6 млрд рублей, за 2017 год — в размере 5,2 млрд рублей.
Предполагается, что до 2019 года из бюджета будет выделено субсидий на 17 млрд рублей.
Уровень субсидии максимально компенсируемых затрат был одним из основных критериев открытого конкурса по выбору партнёра Санкт-Петербурга по Соглашению о государственно-частном партнерстве, состоявшегося в 2011 году. Альтернативное предложение БКК «Магистраль» (сформированное Сбербанком, VINCI, Terra Nova и др.) составило 16,15 млрд субсидии в год.
В начале 2017 года от вице-губернатора Санкт-Петербурга Игоря Албина поступил отрицательный ответ на депутатский запрос с просьбой опубликовать копию соглашения о ГЧП с «Магистралью северной столицы».

## Архитектура проекта
Ввиду прохождения трассы в теле сложившейся плотной селитебной и промышленной застройки, насыщенной коммуникациями, более 20 км магистрали запроектировано на эстакадах, которые решены в едином архитектурно-художественном стиле, отражающем современные технические возможности мостостроения, а также деликатное и бережное отношение к городскому ландшафту. Архитектурно-концептуальная задача при проектировании ЗСД состояла в нахождении единого образа, узнаваемого и отличающегося от многих существующих объектов. Этот отличительный образ современного транспортного сооружения должен прослеживаться на всём протяжении магистрали. Большая часть трассы хорошо просматривается с городских магистралей, из жилой застройки, городских общественных центров и транспортных узлов. В связи с таким расположением автомобильные эстакады оснащены шумозащитными экранами, которые активно участвуют в создании формы и образа сооружения так же, как и светильники, которые размещены на поперечных дугах, композиционно и образно направляющих движение по магистрали.
Одной из отличительных особенностей Южного участка является сложное, оригинальное для России техническое решение, принятое в связи с особенностями строительства — перевод трассы ЗСД в два уровня, что сократило ширину дороги в два раза. Длина пролётов двухъярусных ферм на южном участке 120 и 140 м. В российской практике монтаж двухъярусных ферм подобных габаритов был осуществлён впервые.
Ключевым результатом работы по данному проекту является разработка уникальных конструкций искусственных сооружений Центрального участка ЗСД, в частности моста через Морской канал, уникального по своим размерам, технологии производства и сборки для России. Авторским коллективом инженеров-проектировщиков Стройпроекта обеспечено решение задачи прохождения трассы в очень плотной промышленной застройке — на подходе к порту был создан единый инфраструктурный транспортный коридор: на уровне земли проходит железная дорога, а над ней возведена двухъярусная ферма, где каждый из ярусов представляет собой четырёхполосную дорогу одного направления движения. Метод технологии «Надвижка» позволил выполнять работы при значительных пролётах сооружений с меньшей трудоёмкостью.
Генеральное проектирование вёл петербургский институт «Стройпроект», период работ по проекту: 2004—2016 гг.

## Хроника реализации проекта
- В постановлении Совета министров СССР № 341 от 7 апреля 1990 года, в перечне объектов строительства дорожно-транспортной системы на 1991—2005 годы упоминается о сооружении транспортной связи северо-западной части Ленинграда с центром города.
- В распоряжении мэра Санкт-Петербурга № 469-р от 18 июня 1993 года «О приоритетном развитии инженерно-транспортной инфраструктуры Санкт-Петербурга» 1-я очередь Северо-Западной транспортной связи (от Северо-приморской части до Васильевского острова) включена в план строительства на 1995—2000 годы[36].
- Распоряжение мэра от 09.11.1994 года № 1136-р «О дополнительных мерах по подготовке строительства кольцевой автомобильной магистрали вокруг Санкт-Петербурга и транспортного перехода „Север-Юг“ через Финский залив»[37].
- 19 июня 1995 года мэр Санкт-Петербурга подписал распоряжение № 608-р «О проектировании и строительстве участка Северо-западной транспортной связи». Документ предписывал в 1995—1996 годах произвести проектирование участка от Богатырского проспекта до выхода на Васильевский остров[38].
- Распоряжение мэра от 6 февраля 1996 года № 97-р «О создании Западного скоростного диаметра». Магистраль представлялась как первоочередной объект дорожного строительства в связи с предполагавшимися в 2004 году Олимпийскими играми[39].
- Распоряжение губернатора Санкт-Петербурга № 1042-р от 10 октября 1997 «О строительстве Западного скоростного диаметра». Для строительства объекта предписывалось создание ОАО («Западный скоростной диаметр») с долей Санкт-Петербурга в нём 100 % и внесение в общество первоначального вклада в 100 млн руб.[40]
- 22 сентября 1999 года специальной комиссией был утверждён акт выбора трассы ЗСД, подтверждённый губернатором 2 февраля 2000 года[41].
- 12 июля 2004 года. Распоряжение правительства Санкт-Петербурга № 70-рп об организации проектирования и строительства западного скоростного диаметра[42].
- В 2004 году Институт «Стройпроект» приступил к разработке проекта строительства ЗСД.
- Распоряжение комитета по инвестициям и стратегическим проектам правительства Санкт-Петербурга от 23 июня 2005 года № 2 «Об утверждении проекта строительства 1-й очереди южного участка ЗСД». В нём указывались параметры участка: длина — 3,2 км, расчётная скорость — 120 км/ч, по 4 полосы движения в каждом направлении шириной 2×3,75 м + 2×3,5 м, расчётные нагрузки — А-14 и НК-100, расчётная стоимость строительства в ценах на 01.01.2004 — 10,63 млрд руб.[43]
- В начале ноября 2006 года стартовал конкурс по выбору инвестора для строительства магистрали. Ожидалось, что конверты с заявками будут вскрыты 15 января 2007 года, а итоги будут подведены к июню 2007 года. В дальнейшем срок подачи заявок был последовательно продлён на 23 ноября 2007 года[44], до 20 февраля 2008 года, до 23 апреля 2008 года[45].
- В середине марта 2007 года было объявлено, что к конкурсу допущены все подавшие заявки участники (их четыре): австрийская MLA Liferachfalt, учреждённая FCC Construction, Alpine и Deutsche Bank; компания «Западный скоростной диаметр — Невский меридиан», созданная французской Bouygues, немецкой Hochtief, петербургским «Мостоотрядом-19» и компанией Egis; консорциум «Санкт-Петербургская скоростная магистраль B.V.», сформированный голландской Bektel, турецкой Enka и южно-африканской Intertol, а также испанская Vencida, принадлежащая OHL Group[45].
- В апреле 2008 года появилась информация о том, что работы по строительству (возможно — часть) проведёт Мостострой №6[46].
- 10 июня 2008 года — принято постановление о заключении концессионного соглашения на строительство ЗСД с ООО «ЗСД „Невский меридиан“»[23].
- 30 октября 2008 года открыт первый участок ЗСД от развязки с КАД в районе нежилой зоны «Предпортовая-2» до транспортной развязки на пересечении с Краснопутиловской улицей, а также участок подключения к третьему и четвёртому районам Большого морского порта Санкт-Петербурга в створе Автомобильной улицы[1]. Протяжённость составила 5,7 км, в том числе 3,2 км основного хода и 2,5 км участка подключения к третьему и четвёртому районам Большого морского порта[47].
- 7 мая 2010 года Комитет по благоустройству и дорожному хозяйству Петербурга подвел итоги конкурса на строительство третьей очереди ЗСД — от Богатырского проспекта до Белоострова. При начальной цене в 19,3 млрд р. победителем стало ОАО «Мостоотряд № 19», предложившее построить этот участок за 14,1 млрд руб.[48]
- В августе 2010 года появились дорожные знаки об установке терминалов оплаты.
- 15 сентября 2010 года состоялось открытие строительства участка 3-й очереди ЗСД, с обеспечения подключения Кольцевой автодороги к Горскому шоссе для съезда к сестрорецкому автозаводу ООО «Хёндэ мотор Мануфактуринг Рус»[49][50].
- 14 октября 2010 года был открыт трёхкилометровый участок ЗСД между ул. Автомобильной и ул. Благодатной, который, как ожидается, облегчит доступ к морскому порту[51].
- С 15 декабря 2010 года началась эксплуатация в тестовом режиме (без взимания платы) электронной системы взимания платы за проезд, поставщиком которой является французская компания G.E.A.sa («Grenobloise d’Electronique et d’Automatismes»). Проектом ЗСД на его Южном участке от развязки с КАД (в районе нежилой зоны «Предпортовая») до транспортной развязки на Благодатной улице были предусмотрены два пункта взимания платы (ПВП, «плазы»): двухъярусный ПВП на 8 полос на улице Автомобильной и одноярусный на 26 полос на ул. Благодатной[52].
- С 14 мая 2011 года СВП начала работу в «платном режиме». Началось взимание платы за проезд в полном режиме, предусмотренном проектом ЗСД.
- В июле 2012 года началось строительство центрального участка[53].
- 10 октября 2012 года полностью открыт южный участок ЗСД — от транспортной развязки на пересечении КАД в районе станции Предпортовая до транспортной развязки в районе набережной реки Екатерингофки[54].
- 2 августа 2013 года открыто рабочее движение по северному участку ЗСД — от Приморского проспекта до трассы Скандинавия[55].
- С 15 мая 2014 года северный участок ЗСД начал работу в «платном режиме»[21].
- 2 декабря 2016 года состоялось торжественное открытие центрального участка[13].
- 4 декабря 2016 года на центральном участке и на всём ЗСД полностью открыли движение[2][3].
- С 4 февраля 2017 года центральный участок ЗСД начал работу в «платном режиме»[56].
- 3 сентября 2019 года открыта развязка с Новым шоссе[57].
- 14 сентября 2021 года открыта развязка с Шуваловским проспектом[58].
- 20 декабря 2023 года открыта первая очередь развязки со Шкиперским протоком и проспектом Крузенштерна[59].
- 22 декабря 2024 года к развязке в районе Благодатной улицы подключена развязка с новой магистралью — ШМСД[60].

## Критика
Во время строительства Западного скоростного диаметра высказывались опасения, что строительный процесс окажет воздействие на ряд объектов, имеющих историческое и культурное значение: усадьба «Кирьяново» — летняя резиденция (дача) графини Екатерины Дашковой, памятник федерального значения (XVIII век); парк Екатерингоф (XVIII век); церковь Богоявления Господня на Гутуевском острове (XIX век), здания Гутуевской суконной мануфактуры (XIX век) и ряд других зданий, представляющих историческую ценность. При сооружении эстакады над проспектом Стачек появились трещины в здании Путиловской церкви. Часть центрального участка проходит непосредственно над жилой застройкой Канонерского острова, при этом были расселены всего лишь 4 дома. Планировалась установка шумозащитных экранов.
При строительстве северного участка ЗСД были окончательно утрачены следы вокзала станции Раяйоки, архитектором которого был Бруно Гранхольм.

## Перспективы развития
По поручению вице-губернатора И. Н. Албина профильные ведомства и ГУП «Пассажиравтотранс» прорабатывают возможность запуска по ЗСД регулярных автобусных маршрутов. Автобусы будут связывать аэропорт Пулково и Приморский район, то есть планируется использовать всю скоростную магистраль, а не только её часть. Более того, на ЗСД даже могут появиться автобусные остановки. С учётом того, что большая часть магистрали проходит по эстакадам, остановки будут оборудованы эскалаторами или лифтами для спуска на землю. Павильоны ожидания планируется сделать крытыми. Один из таких павильонов, по задумке авторов, будет находиться недалеко на участке ЗСД, проходящем в западной оконечности Крестовского острова. Таким образом часть болельщиков смогут попасть на стадион, а после окончания матча — отправиться домой, в гостиницу или в аэропорт.